# Bathynoe pustulata
Bathynoe pustulata är en ringmaskart som först beskrevs av Horst 1915.  Bathynoe pustulata ingår i släktet Bathynoe och familjen Polynoidae. Inga underarter finns listade i Catalogue of Life.